# Landkreis Hof
Landkreis Hof är ett distrikt i Bayern, Tyskland. Genom distriktet går motorvägarna A9, A72 och A93.

## Orter
Städer
- Helmbrechts
- Lichtenberg
- Münchberg
- Naila
- Rehau
- Schauenstein
- Schwarzenbach am Wald
- Schwarzenbach an der Saale
- Selbitz

Köpingar
- Bad Steben
- Oberkotzau
- Sparneck
- Stammbach
- Zell im Fichtelgebirge

Kommuner
- Berg
- Döhlau
- Feilitzsch
- Gattendorf
- Geroldsgrün
- Issigau
- Köditz
- Konradsreuth
- Leupoldsgrün
- Regnitzlosau
- Töpen
- Trogen
- Weißdorf

1. ↑  Bayerisches Landesamt für Statistik (red.), Amtliches Ortsverzeichnis für Bayern, december 1964, läs online.[källa från Wikidata]
2. ↑  Bayerisches Landesamt für Statistik (red.), Amtliches Ortsverzeichnis für Bayern, Bayerisches Landesamt für Statistik, 1991, s. 30, läs online.[källa från Wikidata]
3. ↑  hämtat från: tyskspråkiga Wikipedia.[källa från Wikidata]